# Metrica di Gödel
La metrica di Gödel o soluzione di Gödel è una soluzione esatta delle equazioni di campo di Einstein in cui il tensore energia impulso contiene due termini, il primo dei quali rappresenta la densità della materia di una distribuzione omogenea di particelle di polvere vorticanti, e il secondo è associato alla costante cosmologica diversa da zero (vedi soluzione lambda-vuoto). Prende il nome dal matematico Kurt Gödel che la trovò nel 1949.
L'universo descritto dalla soluzione ha diverse proprietà, discusse nei paragrafi seguenti, in particolare l'esistenza di curve chiuse di tipo tempo che permetterebbero una forma di viaggio nel tempo.
La sua definizione è in qualche modo artificiosa (il valore della costante cosmologica deve essere scelto con cura per misurare la densità dei granuli di polvere), ma questo spazio-tempo viene considerato un importante esempio pedagogico.

## Definizione
Come qualsiasi altro spazio-tempo lorentziano, la soluzione di Gödel è definita dando il tensore metrico in termini di alcuni diagrammi di coordinate locali. Sarebbe più facile comprendere l'Universo di Gödel utilizzando il sistema di coordinate cilindriche, ma quest'articolo utilizza il grafico originariamente usato da Gödel. In questo grafico, la metrica è definita come:
{\displaystyle g={\frac {1}{2\omega ^{2}}}\left[-(dt+e^{x}\,dy)^{2}+dx^{2}+{\tfrac {1}{2}}e^{2x}\,dy^{2}+dz^{2}\right],\qquad -\infty <t,x,y,z<\infty ,}
dove {\displaystyle \omega } è una costante reale diversa da zero che risulta essere la velocità angolare dei granuli di polvere circostanti attorno all'asse y, misurata da un osservatore non-ruotante che "cavalca" (riding) uno dei granuli di polvere. Non-ruotante significa che l'osservatore non avverte le forze centrifughe, ma in questo sistema di coordinate esso ruoterebbe attorno ad un asse parallelo all'asse y. In questo sistema rotante, i granuli di polvere rimangono a valori costanti di x,y e z. La loro densità in questo diagramma di coordinate aumenta con x, ma la loro densità nei loro rispettivi sistemi di riferimento è la stessa ovunque.

## Proprietà
Per studiare le proprietà della soluzione di Gödel, possiamo adottare il campo di sistema (duale per il co-sistema che richiama la metrica data sopra)
{\displaystyle {\vec {e}}_{0}={\sqrt {2}}\omega \,\partial _{t}}
{\displaystyle {\vec {e}}_{1}={\sqrt {2}}\omega \,\partial _{x}}
{\displaystyle {\vec {e}}_{2}={\sqrt {2}}\omega \,\partial _{y}}
{\displaystyle {\vec {e}}_{3}=2\omega \,\left(\exp(-x)\,\partial _{z}-\,\partial _{t}\right)}
Questo sistema definisce una famiglia di osservatori inerziali i quali si co-muovono insieme ai granuli di polvere.  Tuttavia, calcolando le derivate di Fermi-Walker rispetto a {\displaystyle {\vec {e}}_{0}} si dimostra che i sistemi spaziali ruotano a circa {\displaystyle {\vec {e}}_{2}} con una velocità angolare {\displaystyle -\omega }. Ne consegue che il sistema inerziale non-rotante che si co-muove insieme alle particelle di polvere è
{\displaystyle {\vec {f}}_{0}={\vec {e}}_{0}}
{\displaystyle {\vec {f}}_{1}=\tan(\omega t)\,{\vec {e}}_{1}-\cos(\omega t)\,{\vec {e}}_{3}}
{\displaystyle {\vec {f}}_{2}={\vec {e}}_{2}}
{\displaystyle {\vec {f}}_{3}=\sin(\omega t)\,{\vec {e}}_{1}+\cos(\omega t)\,{\vec {e}}_{3}}

### Tensore di materia
Le componenti del tensore di Einstein (rispetto all'altro sistema sopra) sono
{\displaystyle G^{{\hat {a}}{\hat {b}}}=\omega ^{2}\operatorname {diag} (-1,1,1,1)+2\omega ^{2}\operatorname {diag} (1,0,0,0).}
Qui, il primo termine è la caratteristica di una soluzione lambda-vuoto e il secondo termine è la caratteristica di un fluido perfetto senza pressione o una soluzione di polvere.  Da notare che la costante cosmologica è scelta con cura per cancellare la densità della materia della polvere.

### Topologia
Lo spazio-tempo di Gödel è un raro esempio di una soluzione regolare (singolarità-libera) dell'equazione di campo di Einstein. Il diagramma qui dato (il grafico originale di Gödel) è geodeticamente completo ma singolarmente libero; quindi, è un diagramma globale, e lo spazio-tempo è diffeomorfico a R4, e dunque semplicemente connesso.

### Invarianti
Le invarianti della curvatura dello spazio-tempo di Gödel sono notevoli. Ne menzioniamo soltanto un aspetto.
In ogni spazio-tempo lorentziano, il tensore di Riemann di quarto rango è un operatore multilineare nella quarta dimensione spaziale dei vettori tangente (in qualche evento), ma un operatore lineare sulla sesta dimensione spaziale dei bivettori in quell'evento. Di conseguenza esso ha un polinomio caratteristico, le cui radici sono autovalori. Nello spazio-tempo di Gödel, questi autovalori sono estremamente semplici:
- autovalore triplo zero,
- autovalore doppio -{\displaystyle \omega ^{2}},
- autovalore semplice {\displaystyle \omega ^{2}}.

### Vettori di Killing
Questo spazio-tempo ammette una considerevole algebra di Lie penta-dimensionale dei vettori di Killing, che può essere generata da traslazione temporale {\displaystyle \partial _{t}}, due traslazioni spaziali {\displaystyle \partial _{y},\;\partial _{z}}, più due ulteriori campi vettoriali di Killing:
{\displaystyle \partial _{x}-z\,\partial _{z}}
e
{\displaystyle -2\exp(-x)\,\partial _{t}+z\,\partial _{x}+\left(\exp(-2x)-z^{2}/2\right)\,\partial _{z}}.
Il gruppo isometrico agisce transitivamente (dato che possiamo traslare in {\displaystyle t,y,z}, e usando il quarto vettore possiamo anche muoverci lungo {\displaystyle x}) in modo che lo spazio-tempo sia omogeneo. Tuttavia, non è isotropico, come vedremo.
È ovvio che dai generatori appena dati le sezioni (slices) {\displaystyle x=x_{0}} ammettano un gruppo trasformazionale tri-dimensionale transitivo abeliano, in modo che il quoziente della soluzione possa essere reinterpretato come una soluzione stazionaria cilindricamente simmetrica. Meno ovviamente, le sezioni {\displaystyle y=y_{0}} ammettono un'azione di SL(2,R), e le sezioni {\displaystyle t=t_{0}} ammettono un Bianchi III (cfr. il quarto campo vettoriale di Killing). Possiamo enunciare di nuovo questo dicendo che il nostro gruppo di simmetria comprende tre esempi di sottogruppi tri-dimensionali di tipo Bianchi I, III e VIII. Quattro dei cinque vettori di Killing, così come il tensore di curvatura, non dipendono dalla coordinata y. In realtà, la soluzione di Gödel è il prodotto cartesiano di un fattore R con una varietà (manifold) lorenziana tri-dimensionale (contrassegnata con -++).
Si può dimostrare che la soluzione di Gödel sia, fino alla simmetria locale, l'unica soluzione del fluido perfetto dell'equazione di campo di Einstein che ammetta un'algebra di Lie penta-dimensionale dei vettori di Killing.

### Tipo di Petrov e decomposizione di Bel
Il tensore di Weyl della soluzione di Gödel ha un tipo Petrov D. Questo significa che per un osservatore scelto appropriatamente, le forze mareali hanno forma di Coulomb.
Per studiare le forze mareali più in dettaglio, calcoliamo la decomposizione di Bel del tensore di Riemann in tre parti:
il tensore mareale o elettrogravitico (il quale rappresenta le forze mareali),
il tensore magnetogravitico (che rappresenta le forze di rotazione-rotazione (spin-spin) in particelle rotanti di prova e altri effetti gravitazionali analoghi al magnetismo),
e il tensore topogravitico (che rappresenta le curvature di sezioni spaziali).
In modo abbastanza interessante, gli osservatori co-muovendosi insieme alle particelle di polvere scoprono che il tensore mareale (rispetto a {\displaystyle {\vec {u}}={\vec {e}}_{0}}, i cui componenti valutati nel nostro sistema) ha la forma
{\displaystyle {E\left[{\vec {u}}\right]}_{{\hat {m}}{\hat {n}}}=\omega ^{2}\,\operatorname {diag} (1,0,1)}
Vale a dire, essi misurano la tensione mareale isotropica ortogonale alla direzione distinta {\displaystyle \partial _{y}}.
Il tensore gravitomagnetico in modo identico tende a zero
{\displaystyle {B\left[{\vec {u}}\right]}_{{\hat {m}}{\hat {n}}}=0}
Si tratta di un artefatto delle simmetrie inusuali di questo spazio-tempo, e implica che la "rotazione" presunta della polvere non abbia effetti gravitomagnetici di solito associati con il campo gravitazionale prodotto dalla materia rotante.
Le principali invarianti di Lorentz del tensore di Riemann sono
{\displaystyle R_{abcd}\,R^{abcd}=12\omega ^{4},\;R_{abcd}{{}^{\star }R}^{abcd}=0}
La tendenza a zero della seconda invariante significa che alcuni osservatori non misurano nessun gravitomagnetismo, che ovviamente è coerente con quanto abbiamo appena detto. Il fatto che la prima invariante (l'invariante di Kretschmann) sia costante riflette l'omogeneità dello spazio-tempo di Gödel.

### Rotazione rigida
I campi di sistema dati sopra sono entrambi inerziali, {\displaystyle \nabla _{{\vec {e}}_{0}}{\vec {e}}_{0}=0}, ma il vettore di vorticità della congruenza geodetica di tipo tempo definita da unità vettoriali di tipo tempo è 
{\displaystyle -\omega {\vec {e}}_{2}}
Ciò significa che le linee di universo delle vicine particelle di polvere stanno avvolgendosi l'una all'altra. Inoltre, il tensore di deformazione (shear) della congruenza {\displaystyle {\vec {e}}_{0}} tende a zero, in modo che le particelle di polvere vengano a mostrare rotazione rigida.

### Effetti ottici
Se studiamo il cono di luce passato di un dato osservatore, scopriamo che le geodetiche nulle si muovono ortogonalmente alla spirale verso l'interno {\displaystyle \partial _{y}} verso l'osservatore, in modo che guardando radialmente, egli vedrà progressivamente gli altri granuli di polvere in posizioni di tempo ritardate.  Tuttavia, la soluzione è stazionaria, tale da sembrare che l'osservatore legato a un granulo di polvere non vedrà gli altri granuli ruotare intorno a lui. Tuttavia, ricordiamo che mentre il primo sistema dato sopra ({\displaystyle {\vec {e}}_{j}}) appare statico nel nostro grafico, le derivate di Fermi-Walker mostrano che, in effetti, sta rotando rispetto ai giroscopi. Il secondo sistema ({\displaystyle {\vec {f}}_{j}}) nel nostro diagramma sembra stia ruotando, ma di fatto esso è girostabilizzato, e naturalmente un osservatore inerziale non-rotante che dipende da un granulo di polvere vedrà in verità gli altri granuli di polvere ruotare in senso orario con velocità angolare {\displaystyle \omega } attorno al suo asse di simmetria. Risulta che oltre a questo, le immagini ottiche sono espanse e recise nella direzione della rotazione.
Se un osservatore inerziale non-rotante guarda lungo il suo asse di simmetria, egli vedrà i suoi pari inerziali non-rotanti coassiali apparentemente non-rotanti rispetto a sé stesso, come ci saremmo aspettati.

### Forma del futuro assoluto
Secondo Hawking ed Ellis, un'altra caratteristica notevole di questo spazio-tempo è il fatto che, se si sopprime l'inessenziale coordinata y, la luce emessa da un evento sulla linea di universo di una data particella di polvere gira a spirale verso l'esterno, formando una cuspide circolare, gira poi a spirale verso l'interno per  riconvergere in un evento successivo sulla linea di universo della particella di polvere originaria. Ciò significa che gli osservatori guardando ortogonalmente nella direzione {\displaystyle {\vec {e}}_{2}} possono vedere soltanto limitatamente lontano, e anche vedere se stessi in un momento precedente.
La cuspide è una curva nulla chiusa non-geodetica. (Vedi la discussione più dettagliata riportata di seguito che utilizza un grafico di coordinate alternativo).

### Curve chiuse di tipo tempo
A causa dell'omogeneità dello spazio-tempo e dell'intrecciatura reciproca della nostra famiglia di geodetiche di tipo tempo, è più o meno inevitabile che lo spazio-tempo di Gödel debba avere curve di tipo tempo chiuse (CTC).  In realtà, ci sono CTC attraverso ogni evento nello spazio-tempo di Gödel. Questa anomalia causale sembra essere stata considerata da Gödel stesso come il punto essenziale del modello, che apparentemente stava sforzandosi di dimostrare, e probabilmente è riuscito a dimostrarlo, che le equazioni dello spazio-tempo di Einstein non sono coerenti con ciò che intuitivamente comprendiamo sia il tempo (vale a dire che esso passa e il passato non esiste più, posizione che i filosofi chiamano presentismo, laddove Gödel sembrava considerare qualcosa di più simile alla filosofia dell'eternalismo), mentre egli, al contrario, è riuscito con i suoi teoremi di incompletezza a dimostrare che concetti matematici intuitivi non possono essere completamente descritti tramite sistemi matematici formali di dimostrazione.
Einstein era consapevole della soluzione di Gödel e commentava in Albert Einstein: Philosopher-Scientist che, se si potesse avere una serie di eventi causalmente connessi, in cui "la serie è chiusa in sé stessa" (in altre parole, una curva chiusa di tipo tempo), allora questo suggerisce che non esiste alcun modo buono per definire se un determinato evento nella serie accade "prima" o "dopo" di un altro evento della serie:
In questo caso la distinzione “prima-dopo” è abbandonata per i punti dell'universo che si trovano distanti in senso cosmologico, e sorgono quei paradossi, per quanto concerne la direzione del nesso di causalità, di cui il signor Gödel ha parlato.

Tali soluzioni cosmologiche delle equazioni gravitazionali (con la costante A non tendente a zero) sono stati trovate da Gödel. E sarà interessante valutare se queste non siano da escludere per motivi fisici.

### Globalmente non-iperbolico
Se lo spazio-tempo di Gödel ammette qualsiasi iper-fetta (hyperslice) spaziale senza confini (per es. una superficie di Cauchy), ogni CTC dovrebbe intersecarla un numero dispari di volte, contraddicendo il fatto che lo spazio-tempo è semplicemente connesso. Pertanto, questo spazio-tempo non è globalmente iperbolico.

## Diagramma cilindrico
In questa sezione, viene introdotto un altro diagramma di coordinate per la soluzione di Gödel, in cui sono più facili da osservare alcune delle caratteristiche menzionate sopra.

### Derivazione
Gödel non ha spiegato come ha trovato la sua soluzione, ma ci sono però molte derivazioni possibili. Ne descriviamo una qui a grandi linee e, al tempo stesso, verificheremo alcune delle affermazioni fatte in precedenza.
Iniziamo con un semplice sistema (frame) in un grafico di tipo cilindrico, caratterizzando due funzioni indeterminate della coordinata radiale:
{\displaystyle {\vec {e}}_{0}=\partial _{t},\;{\vec {e}}_{1}=\partial _{z},\;{\vec {e}}_{2}=\partial _{r},\,{\vec {e}}_{3}={\frac {1}{b(r)}}\,\left(-a(r)\,\partial _{t}+\partial _{\phi }\right)}
Qui, pensiamo all'unità del campo vettoriale di tipo tempo {\displaystyle {\vec {e}}_{0}} come tangente alle linee di universo delle particelle di polvere, e le loro linee di universo mostreranno in genere una vorticità diversa da zero, ma l'espansione e la deformazione tenderanno a zero. Dobbiamo esigere che il tensore di Einstein si accordi a un termine di polvere più un termine di energia nel vuoto. Ciò equivale a richiedere che esso corrisponda a un fluido perfetto, cioè, è necessario che le componenti del tensore di Einstein, calcolate rispetto al nostro sistema (frame), assumano la forma
{\displaystyle G^{{\hat {i}}{\hat {j}}}=\mu \,\operatorname {diag} (1,0,0,0)+p\,\operatorname {diag} (0,1,1,1)}
Ciò fornisce le condizioni
{\displaystyle b^{\prime \prime \prime }={\frac {b^{\prime \prime }\,b^{\prime }}{b}},\;\left(a^{\prime }\right)^{2}=2\,b^{\prime \prime }\,b}
Inserendo queste nel tensore di Einstein, vediamo che in realtà ora abbiamo {\displaystyle \mu =p}. Il più semplice spazio-tempo non insignificante che si possa costruire in questo modo evidentemente farebbe sì che questo coefficiente sia qualche funzione diversa da zero ma costante della coordinata radiale.  Specificamente, con un pizzico di prudenza, scegliamo {\displaystyle \mu =\omega ^{2}}.  Questo dà
{\displaystyle b(r)={\frac {\sinh({\sqrt {3}}\omega \,s)}{{\sqrt {2}}\omega }},\;a(zzz)={\frac {\cosh({\sqrt {2}}\omega r)}{\omega }}+xxx}
Infine, esigiamo che questo sistema soddisfi
{\displaystyle {\vec {e}}_{3}={\frac {1}{r}}\,\partial _{\phi }+O\left({\frac {1}{r^{2}}}\right)}
Da questo si ottiene {\displaystyle c=-/+1/\omega }, e il nostro sistema diventa
{\displaystyle {\vec {e}}_{0}=\partial _{t},\;{\vec {e}}_{1}=\partial _{z},\;{\vec {e}}_{2}=\partial _{r},\;{\vec {e}}_{3}={\frac {{\sqrt {2}}\omega }{\sinh({\sqrt {2}}\omega r)}}\,\partial _{\phi }-{\frac {{\sqrt {2}}\sinh({\sqrt {2}}\omega r)}{1+\cosh({\sqrt {2}}\omega r)}}\,\partial _{t}}

### Aspetto dei coni di luce
Dal tensore metrico troviamo che il campo vettoriale {\displaystyle \partial _{\phi }}, che è naturalmente di tipo tempo per piccoli raggi, diventa nullo per {\displaystyle r=r_{c}} dove
{\displaystyle r_{c}={\frac {\operatorname {arcosh} (3)}{{\sqrt {2}}\omega }}}
Qui anche il co-vettore {\displaystyle dt} diventa nullo (tangente al cono di luce).  Il cerchio {\displaystyle r=r_{c}} è una curva chiusa nulla, ma non una geodetica nulla.
Esaminando il sistema (frame) precedente, possiamo osservare che la coordinata {\displaystyle z} non è essenziale; il nostro spazio-tempo è il prodotto diretto di un fattore R con una segnatura di 3-varietà -++.  Eliminando {\displaystyle z} in modo da focalizzare la nostra attenzione su questa 3-varietà, esaminiamo come l'apparizione dei coni di luce muti come noi viaggiamo fuori dall'asse di simmetria {\displaystyle r=0}:

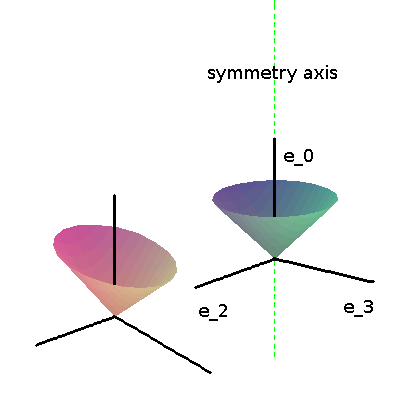
I due coni di luce (insieme ai loro vettori di sistema) nel grafico cilindrico per la soluzione di polvere lambda di Gödel. Mentre ci muoviamo verso l'esterno dall'asse di simmetria nominale, i coni si inclinano in avanti allargandosi. Da notare che le linee verticali di coordinata (che rappresentano le linee di universo delle particelle di polvere) sono sempre di tipo tempo.

Mentre ci avviciniamo al raggio critico, i coni diventano tangenziali al piano di coordinata {\displaystyle t=0}, e alla curva chiusa nulla:

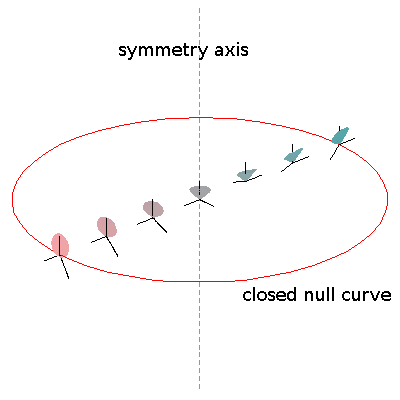
Una curva chiusa nulla rappresentata nel grafico cilindrico per la soluzione polvere-lambda (lambdadust) di Gödel.

### Congruenza di curve chiuse di tipo tempo
Al raggio critico {\displaystyle r=r_{c}}, il campo vettoriale {\displaystyle \partial _{\phi }} diventa nullo. Per raggi più grandi, esso è di tipo tempo. Quindi, in corrispondenza del nostro asse di simmetria e rispetto ad alcuni osservatori abbiamo una congruenza di tipo tempo costituita di cerchi. Questa congruenza è tuttavia definita soltanto all'esterno del cilindro {\displaystyle r=r_{c}}.
Questa non è una congruenza geodetica; piuttosto, ogni osservatore in questa famiglia deve mantenere una costante accelerazione al fine di tenere la sua direzione. Gli osservatori con raggi più piccoli devono accelerare più forte; come {\displaystyle r\rightarrow r_{c}} la grandezza di accelerazione diverge, ed è naturalmente proprio quello che ci dovremmo aspettare, visto che {\displaystyle r=r_{c}} è una curva nulla.

### Geodetiche nulle
Se esaminiamo il cono di luce del passato di un evento sull'asse di simmetria, troviamo la seguente raffigurazione:

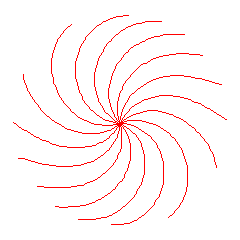
Le geodetiche nulle girano a spirale in senso antiorario verso un osservatore sull'asse di simmetria. Qui vengono mostrate da "sopra".

Ricordiamo che linee di coordinata verticali nel nostro grafico rappresentano le linee di universo delle particelle di polvere, ma nonostante la loro apparenza grafica rettilinea, la congruenza formata da queste curve ha vorticità diversa da zero, perciò le linee di universo sono in effetti attorcigliate l'una all'altra. Il fatto che le geodetiche nulle girino a spirale verso l'interno,  nella maniera sopra indicata, significa che quando il nostro osservatore guarda radialmente in avanti, egli vede nelle vicinanze le particelle di polvere, non presso le loro posizioni attuali, ma presso quelle precedenti. Questo è solo quello che ci potremmo aspettare se le particelle di polvere stessero di fatto ruotano attorno l'una all'altra.
Da notare che le geodetiche nulle sono ovviamente geometricamente rettilinee; nella figura, esse appaiono come spirali solo per il fatto che le coordinate stanno "rotando" sì da permettere alle particelle di polvere di apparire stazionarie.

### Il futuro assoluto
Secondo Hawking ed Ellis (vedi monografia citata sotto), tutti i raggi di luce emessi da un evento sull'asse di simmetria vi riconvergeranno in un evento successivo, con le geodetiche nulle che formano una cuspide circolare (che è una curva nulla, ma non una geodetica nulla), qualcosa simile a due Baci di Hershey combacianti 

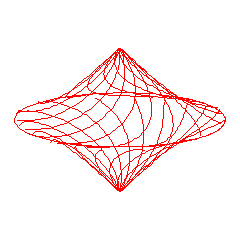
Descrizione di Hawking ed Ellis dell'espansione e riconvergenza della luce emessa da un osservatore sull'asse di simmetria.

Questo implica che nella soluzione lambdadust di Gödel, il futuro assoluto di ogni evento ha un carattere molto diverso da quanto ci potremmo ingenuamente aspettare!

## Interpretazione cosmologica
Seguendo Gödel, siamo in grado di interpretare le particelle di polvere come galassie, in modo che la soluzione di Gödel diventi un modello cosmologico di un universo in rotazione. Dato che questo modello non rappresenta nessuna espansione di Hubble, esso è certamente non un modello realistico dell'universo in cui viviamo, ma può essere preso come rappresentazione di un universo alternativo, che sarebbe in linea di principio consentito dalla relatività generale (se si ammette la legittimità di una costante cosmologica diversa da zero).
Abbiamo visto che gli osservatori giacenti sull'asse y (nel grafico originale) vi vedono il resto dell'universo che ruota in senso orario. Tuttavia, l'omogeneità dello spazio-tempo mostra la distinzione della direzione ma non della posizione di questo "asse".
Alcuni hanno interpretato l'universo di Gödel come un controesempio alle speranze di Einstein riguardo al fatto che relatività generale debba esibire un qualche tipo di principio di Mach, citando il fatto che la materia è in rotazione (linee di universo attorcigliate l'una intorno all'altra) in una maniera sufficiente da individuare una direzione preferenziale, benché senza nessun distinto asse di rotazione.
Altri prendono il principio di Mach per significare qualche legge fisica che lega la definizione di sistemi inerziali non-rotanti ad ogni evento per la distribuzione globale e il moto della materia in tutto l'universo e, spiegando come i sistemi inerziali non-rotanti siano proprio legati alla rotazione della polvere proprio nel modo in cui un simile principio suggerirebbe, questo modello "resta" conforme con le idee di Mach.
Si conoscono molte altre soluzioni esatte, interpretabili come modelli cosmologici di universi rotanti. Vedi il libro di Ryan e Shepley per alcune di queste generalizzazioni.